# 커라초니 게르게이

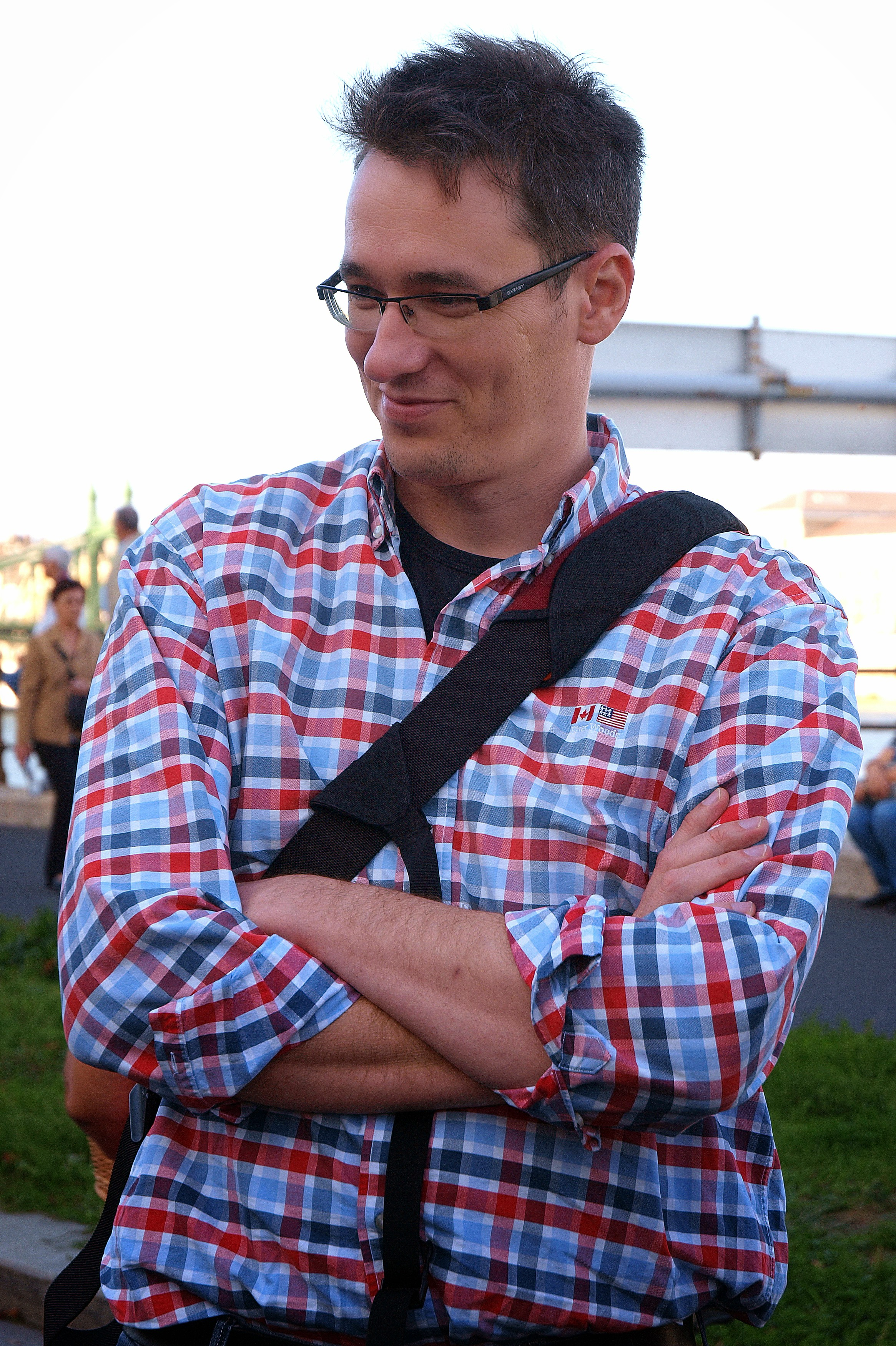
커라초니 게르게이

커라초니 게르게이(헝가리어: Karácsony Gergely, 1975년 6월 11일 ~ )는 헝가리의 정치과학자 출신 정치인으로, 2010년부터 2014년까지 국회의원을 지냈다. 2014년 부다페스트 주글로(제14구) 구청장으로 당선되었으며, 주로 선거 제도·행동에 대해 조사하는 일을 하고 있다.

## 경력
메디안(Medián) 여론조사 회사에서 연구 관리자로 일했으며, 2007년 연구소장이 되었다. 이외에도 2004년부터 부다페스트 코르비누스 대학교의 강사로도 활동하고 있다. 2009년 새로 창당된 또 다른 정치(LMP)당에 가입했으며, 2010년 총선 당시 선거 사무장으로 일했다. 당시 그는 3위로 부다페스트 지역 비례대표로 당선되었으며, 5월 LMP 원내부대표로 선출되었다. 이후 그는 메디안 회사를 떠났다.
2011년 11월 부다페스트 2구 보궐선거에 LMP 후보로 출마했으며, 6.45%를 득표해 청년민주동맹(피데스) 후보 랑 졸트와 레버이 커털린 사회당 후보의 뒤를 이어 3위를 기록했다. 당초 사회당과 LMP는 후보 단일화를 통해 더 유리한 후보를 출마시키려 했으나, 커라초니는 이에도 독자적으로 본선에 출마했다.
2013년 1월 LMP 당 회의는 함께당을 포함한 야권과의 선거 연대는 없다는 결정을 내렸고, 이에 커라초니를 위시로 한 인사들(일명 "헝가리를 위한 대화")이 탈당 후 신당을 창당할 것을 선언했다. 계파의 수장인 야보르 베네데크는 탈당한 8명의 의원이 본인들의 임무를 다할 것임을 선언했으며, 이들은 이후 헝가리를 위한 대화(이하 대화당)라는 신당을 창당했다.
이후 야보르가 유럽의회 선거에 출마해 당선되면서 대표직에서 물러나게 되자, 커라초니는 2014년 6월 전당대회에 출마해 서보 티메어와 함께 대화당의 공동대표로 선출되었다. 바로 직후 지방선거에 주글로 구청장직에 사회당, 민주연합, 함께당-대화당 연합 단일후보로 출마해 당선되었으며, 새 법령에 따라 동시에 부다페스트 시의원이 되었다.
2017년 4월 공동대표직 재선에 성공했으며, 2018년 총선을 앞두고 대화당의 총리 후보로 선출되었다. 2017년 12월 사회당 또한 커라초니 후보 지지를 선언했으며, 이후 양당은 총선 때 단일대오를 구축했다. 이에 함께당은 대화당과의 연대 파기를 선언했으며, 총선 결과 사회·대화당 연합은 11.19%의 득표율로 피데스, 요비크만도 못한 3위로 내려앉게 되었다.
지방선거를 앞둔 2019년 6월 부다페스트 시장직 출마를 선언했으며, 경선에서 야권 단일후보(사회당-대화당-민주연합-저울운동-LMP; 요비크는 중립을 선언함)로 선출되어 피데스-기민당 단일후보이자 현직 시장인 터를로시 이슈트반과 맞붙게 되었다. 커라초니는 2019년 10월 13일에 실시된 부다페스트 시장 선거에서 득표율 50.86%를 기록하면서 득표율 44.10%를 기록한 터를로시 후보를 누르고 당선되었다.
커라초니는 2019년 12월에 헝가리 부다페스트에서 비셰그라드 그룹 소속 4개국(폴란드, 체코, 슬로바키아, 헝가리)의 수도 시장과 함께 자유 도시 협약을 체결했다. 이 협약은 "자유, 인간의 존엄성, 민주주의, 평등, 법의 지배, 사회 정의, 관용 및 문화적 다양성의 공통 가치"를 촉진한다. 2021년에는 오르반 빅토르 총리가 이끄는 헝가리 정부가 2024년까지 부다페스트에 중국 푸단 대학 캠퍼스를 유치하려는 계획에 항의하는 표시로 "자유 홍콩 거리", "위구르족 순교자 거리", "달라이 라마 거리", "셰스광 주교 거리"로 명명했다. 커라초니는 푸단 대학이 헌장에서 학문과 사상의 자유에 관한 내용을 삭제한 사실을 언급하면서 헝가리에 대한 중국의 영향력을 확대하려는 시도라고 지적했다. 또한 헝가리 시민 수천명은 커라초니의 주장에 동조하는 시위를 벌였다.